# Wortham (Texas)
Wortham is een plaats (town) in de Amerikaanse staat Texas, en valt bestuurlijk gezien onder Freestone County.

## Demografie
Bij de volkstelling in 2000 werd het aantal inwoners vastgesteld op 1082.
In 2006 is het aantal inwoners door het United States Census Bureau geschat op 1077, een daling van 5 (-0,5%).

## Geografie
Volgens het United States Census Bureau beslaat de plaats een oppervlakte van
5,1 km², geheel bestaande uit land. Wortham ligt op ongeveer 145 m boven zeeniveau.

## Plaatsen in de nabije omgeving
De onderstaande figuur toont nabijgelegen plaatsen in een straal van 16 km rond Wortham.